# Parvin Soleimani
 (avril 2025).
Parvin Soleimani (en persan : پروین سلیمانی), née le 13 juin 1922 et morte le 1er juin 2009, est une actrice iranienne, qui a consacré plus de 60 années de sa vie au cinéma et théâtre iraniens.

## Carrière
Parvin Soleimani commence sa carrière en 1944 à l’âge de 22 ans avec la pièce Shahrzad, comme narratrice au théâtre. En même temps, elle  lance sa carrière à la radio. 
Golnesa de Serj Azarian est son premier film au cinéma en 1952. Elle a joué dans plus de 80 films, entre autres dans Le Prince Ehtejab de Bahman Farmanara, Le cerf de Massoud Kimiaei, l’ombre de Scorpion de Kyanoush Ayari, et Le Démon de Ahmadreza Darvish. L'Acteur (1993), Quoi de neuf ? (1992), Le Désert (1989), Au-delà du feu (1988), Spectre de scorpion, (1987) et Fleurs et balles (1991) sont parmi ses films mémorables.
Elle a joué dans plusieurs séries télévisées telles que : Vacances de Noruz, Auntie Sara, Écoles des Grands-mamans et Pensées obscènes.

### Décès
Parvin Soleimani fut hospitalisée durant quelques mois pour une tumeur au cerveau avant de décéder de complications respiratoires et cardiaques le 1er juin 2009 à Téhéran à l’âge de 86 ans.

## Filmographie

### Courts métrages
- 1973 : Shahed
- 1975 : Oriental Boy

### Longs métrages
- 1953 : Golnesa
- 1963 : Aras Khan
- 1972 : Morgh-e tokhm-tala
- 1972 : Sobh-e rooz-e chaharom : Zari's aunt
- 1973 : Bi-hejab
- 1973 : Khak : Gholam's mother
- 1973 : Mokafat
- 1974 : Gavaznha (The Deer)
- 1974 : Hossein ajdan
- 1974 : Jooje fokoli
- 1974 : Kaniz
- 1974 : Salat-e zohr
- 1974 : Shazdeh Ehtejab
- 1975 : Boof-e koor
- 1975 : Faseleh
- 1975 : Hamkhoon : la mère de Hashem
- 1975 : Kandu
- 1975 : Palang dar shab
- 1975 : Zabih
- 1976 : Bot : la mère de Naeem
- 1976 : Ghazal
- 1976 : Mard-e sharghi, zan-e farangi
- 1976 : Pashmaloo
- 1976 : Rafigh : Tooran khanom
- 1977 : Charlotte be bazarche miayad
- 1977 : Hezar bar mordan
- 1978 : Tuti : Tavoos
- 1979 : Bagh-e boloor : Old woman
- 1979 : Nafas-gir
- 1980 : Baradarkoshi
- 1985 : Samandar
- 1985 : Tanoure-ye Deev
- 1985 : Zaer Khalaf
- 1986 : Bogzar zendegi konam
- 1987 : Ashianeye mehr
- 1987 : Shabah-e kazhdom
- 1987 : Simorgh
- 1988 : Barahoot
- 1989 : Sorb : Danial's mother
- 1990 : Au-delà du feu
- 1990 : Mihman : Tahereh
- 1990 : Peyk-e sahar
- 1990 : Zaman-e az dast rafteh
- 1991 : Ta'tilat-e Noroozi : Tahereh
- 1992 : Digeh che khabar? : Ammeh Khanum
- 1992 : Golha va golooleha
- 1992 : Mosta'jer
- 1993 : Goriz
- 1994 : Akharin khoon
- 1994 : Safar be kheir
- 1997 : Badalkaran
- 1997 : Panje dar khak
- 1997 : Shab-e Roobah
- 1997 : Soltan de Massoud Kimiai : Nane Sormeh (comme Parvin Solaymani)
- 2001 : Ghazal

### Télévision

#### Séries télévisées
- 1976 : Daei Jan Napoleon : Aspiran's mother